# 母體
母體是隕石學的名詞，是一顆或是這一類隕石來源所在的天體。

## 鑑定
鑑定隕石與母體間的關聯最容易的方法是，當母體依然存在時。這種情況像是月球和火星的隕石。來自月球隕石的樣品可以和阿波羅計畫帶回的月岩比較。火星隕石可以和探測車，像是好奇號的分析比較。
為了確認隕石的母體，科學家會比較它們的反照率和光譜，並和其它已知小行星的光譜比較。這些研究顯示一些小行星和隕石之間有著密切的關聯，例如HED隕石就與灶神星相關。